# Екип
 Тази статия е за групата от индивиди.  За икономическата групировка вижте ТИМ.  
Екип или тим (в спорта) или тийм (на английски: team) е група от хора или отбор, работещи или спортуващи заедно, обединени около изпълнението на някаква задача или постигането на поставена цел.
Екипите са подходящи за изпълнение на задачи с висока сложност и много взаимозависими подзадачи. Екип също може да бъде синоним на отбор или част от отбор. Екипът е подгрупа на отбора, която е взаимозависима и отговаря за цялостното постижение в определена област в състезателното представяне.
Обикновено екипите имат членове с допълнителни умения, които могат да подпомагат координираните усилия, което позволява на другите членове да увеличат максимално силните си страни и да сведат до минимум своите слабости.

## Видове екипи

### Тийм към проект
Тийм, който работи по определен проект координирано и с поставена задача за постигането на конкретна цел по проекта.

### Мултидисциплинарни екипи
Мултидисциплинарните екипи включват няколко специалисти, които независимо третират няколко сегмента на проблема, като се съсредоточават върху сегмента, който е тяхната специалност. Проблемите, които се решават, могат или не могат да бъдат свързани с другите проблеми, върху които са фокусирани останалите членове на екипа.

### Интердисциплинарни екипи
В интердисциплинарните екипи (воен.) промените в ролите на основните членове на екипа са чести, които могат да поемат и задачи, обикновено изпълнявани от други членове на екипа.

### Международни екипи
Глобални тимове или също така международни екипи (в спорта) .
Често членовете на глобалните тимове са също и членове на различни под-тиймове. Глобалните тимове могат да работят както и като част от краткотрайни проекти и работа по тях, както и по-продължителни проекти. Глобалните тиймове представляват уникално предизвикателство към мениджърите и тийм лидерите (виж тийм мениджмънт), заради културните различия, различните комуникативни стилове, езици и стилове на операции (воен.). (виж NetOps)

## Виж още
- Супер тим
- Тийм билдинг